# Иванов, Константин Иванович (генерал)
Константин Иванович Иванов (1823—1887) — русский военный инженер, генерал, участник Среднеазиатских походов.

## Биография
Первоначальное образование получил в 1-м кадетском корпусе, откуда выпущен в 1838 году.
2 августа 1843 года окончил курс в Николаевском инженерном училище и был произведён в прапорщики корпуса военных инженеров.
В училище познакомился с Фёдором Достоевским. Их знакомство продолжалось до самой смерти писателя, а позже Иванов поддерживал отношения с его вдовой, А. Г. Достоевской.
Ещё из Сибири (февраль 1854 года) Достоевский писал М. М. Достоевскому, своему старшему брату, об Иванове: 

«Он сделал для меня всё, что мог. <…> Чем заплатить за это радушие, всегдашнюю готовность исполнить всякую просьбу, внимание и заботливость как о родном брате…»— Письма. 1854-1858 гг.
К сожалению, переписка Достоевского с Ивановым не сохранилась.
В 1844—1848 гг. служил в Санкт-Петербургской и в Кронштадтской инженерной дистанции, с 1848 года по 1854 год служил в Западной Сибири, принимал участие в основании нескольких крепостей на среднеазиатской границе.
В 1852 году обвенчался с Ольгой Ивановной Анненковой (1830—1891), дочерью декабриста Ивана Александровича Анненкова.
В 1854 году переведён в Санкт-Петербург и в 1856 году назначен адъютантом штаба Его Высочества генерал-инспектора по инженерной части. С этих пор для Иванова, заслужившего особое расположение генерала Э. И. Тотлебена, начинается ряд быстрых повышений. В 1862 году он был переведён штабс-капитаном в Лейб-гвардии сапёрный батальон; в 1863 году получил чин полковника и в 1864 году назначен начальником штаба начальника инженеров Кавказской армии, потом помощником начальника инженеров Кавказского округа, 25 января 1868 году произведён в генерал-майоры, с назначением вновь в Сибирь, на должность начальника инженеров Восточно-Сибирского округа.
В 1875 году, с упразднением этой должности, он вернулся в европейскую Россию, в 1876 году назначен помощником начальника Главного инженерного управления, 30 августа 1881 года был произведён в генерал-лейтенанты и вскоре назначен членом Инженерного комитета.
Имел ордена св. Станислава 1-й степени (1872), св. Анны 1-й степени (1875 г.), св. Владимира 2-й степени (1878).
Умер 2 апреля 1887 года в Санкт-Петербурге, похоронен на кладбище Новодевичьего монастыря.